# Braniște, Rîșcani
Braniște este satul de reședință al comunei cu același nume  din raionul Rîșcani, Republica Moldova, așezată în lunca Prutului. Are aproximativ 500 de locuitori. Se învecinează cu satele Păscauți, Cobani, Balatina.
Pe o distanță de 5 km de la Braniște până la Cobani se întinde rezervația peisagistică „Suta de Movile”.

## Informație generală
- Suprafața - 10 kmp.

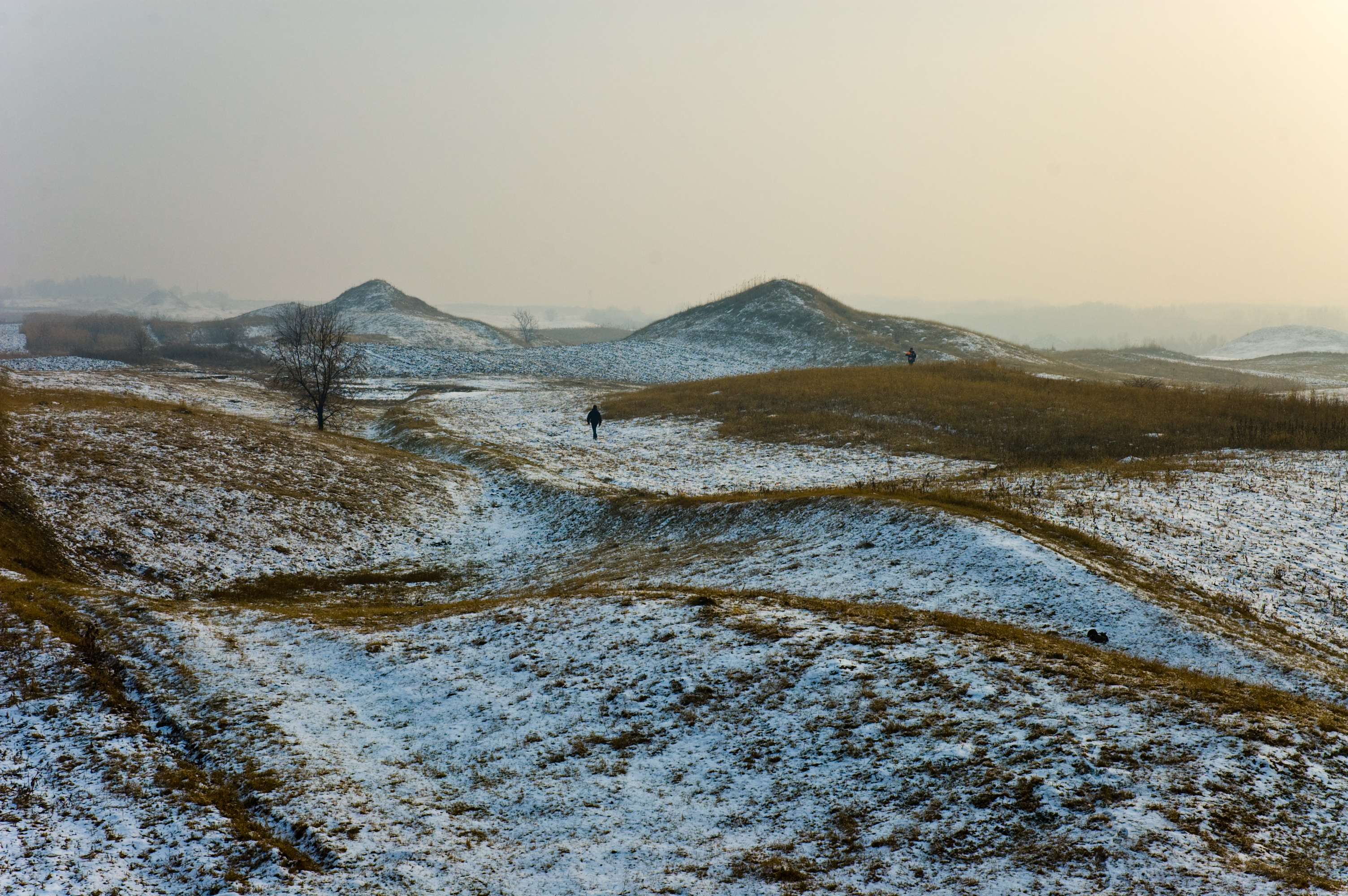
„Suta de Movile”

- Distanța până la or. Rîșcani - 36 km.
- Biserica "Sf. Arh. Mihail" (1849).
- Populația (conform recensământului din 2004) - 503 persoane: 497 de moldoveni/români, 3 ucraineni, 2 ruși, 1 cu etnie nedeclarată.
- Coop. agr. "Braniște", carieră de nisip. Sectorul obștesc - 720 ha (arabil - 510 ha), 752 de bovine, 408 ovine. Sectorul ind. - 86 ha, 152 de bovine, 131 de porcine.
- Fondul locativ 12,4 mii m. Case - 224, cu instalație de apă - 152, cu gaz lichefiat - 190.
- Fântâni - 49.
- Drumuri -10 km (cu îmbrăcăminte dură - 2 km).
- 5 magazine, 3 cafenele, o baie, un spital, o bibliotecă, un oficiu poștal, un stadion.

Satul se află pe valea râului Prut, între Costești și Cobani, vizavi de localitatea română Ștefănești, la o distanță de 36 km de or. Rîșcani, și 180 km de Chișinău. În trecut a fost punct vamal, în documentele vechi mai purta și numele Buteștii lui Stavru, fost boier vestit în ocolul Ciuhurului.
In Valea Adâncă de aici se află un iaz cu o suprafață de peste trei ha. Din pădurea de pe câmpia Dereni bat la suprafață câteva izvoare cu apă minerală potabilă și curativă. Între stâncile de pe aceste meleaguri se așterne un labirint subteran de peșteri cu o lungime de 9 km și o înălțime până la 2,5 m, care au adăpostit triburi primitive în epoca pietrei cioplite. În peșteri au fost descoperite unelte primitive din paleolitic și urmele unui mare rug care în timpuri preistorice încălzea oamenii și speria fiarele sălbatice.

## Istoric
Pentru prima dată localitatea a fost menționată în scris la 8 martie 1613. Iată ce zice documentul: "…1613 (7121) Martie 8 - Noi, Lupul diac din Dumești și Marco din Brănești și Avram diac din Taxăbeni…”. Dintr-un hrisov scris la Iași în ziua de 28 mai 1642 aflăm că "Brănești peste Prut" aparține boierului Ion Boldur. Peste 130 de ani, în timpul recensământului din 1772-1773, acest sat cu 20 de ogrăzi se afla în posesia lui Ion Stavro, după ce localitatea multă vreme a purtat două nume - Braniște (Brănești) sau Boteștii lui Stavru. În cărțile metricale din 1811 este atestă sub numele de Stavreni.
Zamfir Arbore în Dicționarul geografic al Basarabiei face următoarea prezentare: "Brănești, sat în jud. Bălți, așezat pe malul Prutului, între satele Rîteni și Avrămneni (punct vamal). Poartă și numele Butești - Stavro; aparține volostei Bolotina. Numărul caselor 85; populațiunea răzeși români în număr de 925, cari posedă 604 deseatini, sunt vii și grădini fructifere. Răzeșii se ocupă și cu cărăușia spre Avremești".

## Personalități

### Născuți în Braniște
- Matei Donici (1847–1921), poet și general român basarabean
- J. I. Farber (1889–1968), poet și fabulist argentinian
- Alexandru Moșanu (1932–2017), istoric și politician, președinte al Parlamentului Republicii Moldova (1990-1993)
- Leonid Talmaci (n. 1954), guvernatorul Băncii Naționale a Moldovei (1991-2009)
- Boris Vieru (1957–2019), jurnalist și politician